# Teatro Tordinona
Pour les articles homonymes, voir Apollo.
Le Teatro Tordinona est un théâtre de Rome. Exposé comme de nombreux théâtres aux vicissitudes des disparitions et recréations, il a porté successivement les noms, entre autres, de Teatro Apollo et Teatro Pirandello. Il est aussi parfois évoqué sous les appellations de Teatro Apollo-Tordinona ou Tordinona-Apollo.

## Histoire
Le théâtre est construit en 1670 à l'instigation de Christine de Suède qui pria son propre secrétaire, le comte Giacomo d'Alibert, d'intercéder auprès du pape Clément IX pour la cession d'un immeuble précédemment propriété de la famille Orsini, sur la rive du Tibre opposée au Castel Sant'Angelo, à l'emplacement actuel du lungotevere Tordinona, utilisé jusqu'en 1657 comme prison puis devenu une auberge.
Premier théâtre romain à adopter la salle à fer à cheval, l'un de ses côtés donnait directement sur l'eau. Pendant de nombreuses années il accueillit drames, comédies et vit la création de Matilde di Shabran (Rossini), Il trovatore, Un ballo in maschera (Verdi) ou Le Duc d'Albe (Donizetti). Il fit l'objet de nombreuses restaurations modifiant sensiblement l'aspect de la salle pour être finalement détruit en 1888 pour permettre la construction des berges du fleuve.
Il est finalement reconstruit au début des années 1930 à l'initiative de l'Istituto Autonomo Case Popolari sur la via degli Acquasparta proche de l'ancien édifice.

### Le premier théâtre (1670-1697)
Après la construction des Carceri Nove (les nouvelles prisons), via Giulia, l'immeuble désaffecté et transformé en auberge est attribué par un bail emphytéotique à une confraternité dont le projet échoue finalement en 1663 à cause de l'insécurité du quartier. Une première transformation de l'immeuble en  théâtre avait déjà été tentée par la confraternité, mais le refus du pape Alexandre VII, régnant à l'époque sur les États pontificaux et hostile à l'art théâtral, en avait rendu impossible l'exécution. Malgré tout, certains documents donnent la date de 1660 comme celle de la naissance du théâtre
Les travaux pour adapter l'immeuble aux nécessités d'un théâtre furent confiés à Carlo Fontana, architecte de la confraternité qui restait propriétaire de l'édifice, le louant pour le prix de deux cent cinquante écus par an à d'Alibert La salle, d'environ 16 mètres sur 22, était en forme de « U » dans la tradition du théâtre à l'italienne, composée de six étages de balcons,. La construction en bois était décorée, à l'intérieur, par les peintres Magno e Jovanelli, et était accessible depuis la terre ferme ou depuis le fleuve. L'inauguration a lieu au printemps 1670 avec un spectacle de Tiberio Fiorilli, à qui est confiée la totalité de la saison théâtrale.
Les représentations théâtrales étant autorisées uniquement durant la période du carnaval, d'Alibert est particulièrement irrité en apprenant que Filippo Acciaiuoli, qui fréquentait le salon de l'académie de l'Arcadia de Christine de Suède, avait obtenu la permission du nouveau pape Clément X de présenter des spectacles en dehors de la période consacrée. Afin de rendre des aménagements possibles, le théâtre passa alors aux mains d'Acciaiuoli qui le reprit en location pour mille deux cent cinquante écus par an. Sous sa direction artistique, on vit les premières femmes monter sur scène, précisément entre 1671 et 1674.
La direction passa ensuite entre les mains de Marcello De Rosis. En 1675 le théâtre fut fermé pour les fêtes du Jubilé, et resta inutilisé pendant seize ans. De nouveau ouvert en 1690 et l'intérieur complètement rénové avec la construction de la salle en fer à cheval, il est démoli en 1697 sur l'ordre d'Innocent XII, autre pape opposé à l'art théâtral.

### Le second théâtre (1733-1781)
Seule l'intervention du pape Clément XII, en 1733, permit la reconstruction du bâtiment, entièrement aux frais de l'État pontifical : le nouveau plan était quasi circulaire, avec un nombre réduit de balcons (quatre, contre six précédemment). L'inauguration eut lieu le 2 janvier de la même année.
La baisse qualitative qu'avait subi la programmation, ne fit pas infléchir la fréquentation des spectateurs qui restèrent fidèle au Tordinona jusqu'à la fermeture, pour travaux, en 1762. La réouverture eut lieu en 1764, et en 1768 de nouveaux travaux modifièrent encore l'aspect global de la salle. Le 29 janvier 1781, un incendie détruisit complètement la structure en bois.

### Le troisième théâtre (1795-1888)
Le projet de reconstruction fut confié à Natale Marini puis à Giuseppe Tarquini qui disposait de moyens financiers pour l'opération. L'écroulement de la structure en phase de réalisation, à cause de la mauvaise qualité des matériaux employés, entraîna le choix de Felice Giorgi pour l'élaboration : le nouveau théâtre, rebaptisé Teatro Apollo, fut prêt en 1795, après avoir toutefois changé de propriétaire plusieurs fois, depuis le prince Francesco Publicola Santacroce jusqu'au prince Giovanni Torlonia, qui, en 1820 rénova à nouveau l'édifice.
1831 vit une nouvelle rénovation du Tordinona-Apollo, avec l'acquisition d'une façade dessinée par Giuseppe Valadier et commandée par le propriétaire d'alors, Alessandro Torlonia. La nouvelle option, de style néoclassique, se composait d'une façade déivisée en deux par une galerie sur laquelle s'ouvraient trois arches en ronde-bosse, séparées par des colonnes, dans lesquelles s'encadraient trois grandes portes-fenêtres rectangulaires. Au sommet de l'art central, se détachaient les termes « Teatro di Apollo ». Le nouvel aspect du théâtre permit le changement de programmation de la prose vers l'opéra : les œuvres de Vincenzo Bellini, Gaetano Donizetti, Giuseppe Verdi y furent produites sous la direction des impresari Alessandro Lanari, Camusi, Vincenzo Jacovacci et Nicola Carnevali.
Le théâtre retrouva son nom en devenant un théâtre de première catégorie : en 1870 fut ajoutée la loge royale en l'honneur du roi d'Italie Victor-Emmanuel II de Savoie. Malgré le succès, les travaux pour la construction des berges du Tibre, dont les crues continues menaçaient la sécurité de la ville et de ses habitants, nécessitèrent la démolition, en 1888, du bâtiment entier. En 1925 une stèle commémorative ornée d'un épigraphe de Fausto Salvatori fut érigée à l'endroit où se situait autrefois le théâtre.

### Le théâtre actuel
Après la destruction du bâtiment, l’Istituto Autonomo Case Popolari se chargea de sa reconstruction à l'identique et à proximité immédiate de l'ancien emplacement du théâtre Tordinona, promettant d'en perpétuer le nom et la réputation : au début des années 1930 du XXe siècle le Teatro Tordinona ouvrit à nouveau ses portes Via degli Acquasparta.
La fréquentation du théâtre par le dramaturge sicilien Luigi Pirandello lui vaut un nouveau changement de nom pour celui de Teatro Pirandello  de la fin des années 1940 jusqu'en 1968, quand fut rétabli le nom initial. Actuellement, le théâtre est dirigé par Renato Giordano et dispose de trois salles : la première dédiée aux expositions, la seconde portant le nom de Pirandello et la troisième celui de Lee Strasberg.

## Œuvres données au théâtre Tordinona
- 1671
  - Cavalli, Scipione Africano (reprise avec prologue de Stradella)
  - Cavalli, Il novello Giasone (prologue de Stradella)
- 1672
  - Sartorio, La prosperità di Elio Seiano
  - Cesti, Il Tito
  - Cesti, La Dori, ovvero lo schiavo regio
- 1673
  - Pasquini, L'Alcasta[15].